# Shunki Higashi
Shunki Higashi (東 俊希, Higashi Shunki, Ehime, 28 juli 2000) is een Japans voetballer die als middenvelder speelt bij Sanfrecce Hiroshima.

## Clubcarrière
Higashi begon zijn carrière in 2018 bij Sanfrecce Hiroshima.

## Interlandcarrière
Higashi speelde met het nationale elftal voor spelers onder de 20 jaar op het WK –20 van 2019 in Polen.